# 方偉騏
方偉騏（1956年7月18日—）是一位生於臺灣臺中的電子工程專業人士。

## 個人概略
目前是國立交通大學晶片系統研究中心主任，也是臺灣積體電路製造公司講座教授，同時也是該校電子工程學系和資訊工程學系的教授，其專長領域為積體電路、類神經網絡和人工智慧、多媒體信號處理、無線通訊、系統單晶片、感測器網絡、超大型積體電路數位訊號處理器、航空電子整合系統。
方博士於1978年在國立交通大學電子工程學系完成學士學位，並於1982年與1992年分別從美國紐約州立大學石溪分校電子工程所和美國南加州大學電子工所，完成了碩士學位以及博士學位。在1985年至2007年，他在美國國家航空暨太空總署噴射推進實驗室任職。
方博士是IEEE院士，他已發表超過一百篇論文，多項專利以及圖書，獲得1995年的IEEE VLSI期刊最佳論文獎，擁有美國7個專利及13項美國國家航空暨太空總署的技術，並獲得其技術證書，於2002年和2003年贏得了美國國家航空暨太空總署的Space Act Award。他發明先進的計算引擎和資料壓縮主要是用於在太空飛行任務。